# Gustav von Wangenheim
Gustav von Wangenheim, pseudonimo di Ingo Clemens Gustav Adolf Freiherr von Wangenheim (Wiesbaden, 18 febbraio 1895 – Berlino Est, 5 agosto 1975), è stato un attore e regista tedesco.
È principalmente ricordato per il ruolo di Thomas Hutter interpretato nel celebre capolavoro del cinema muto Nosferatu il vampiro del 1922.

## Biografia

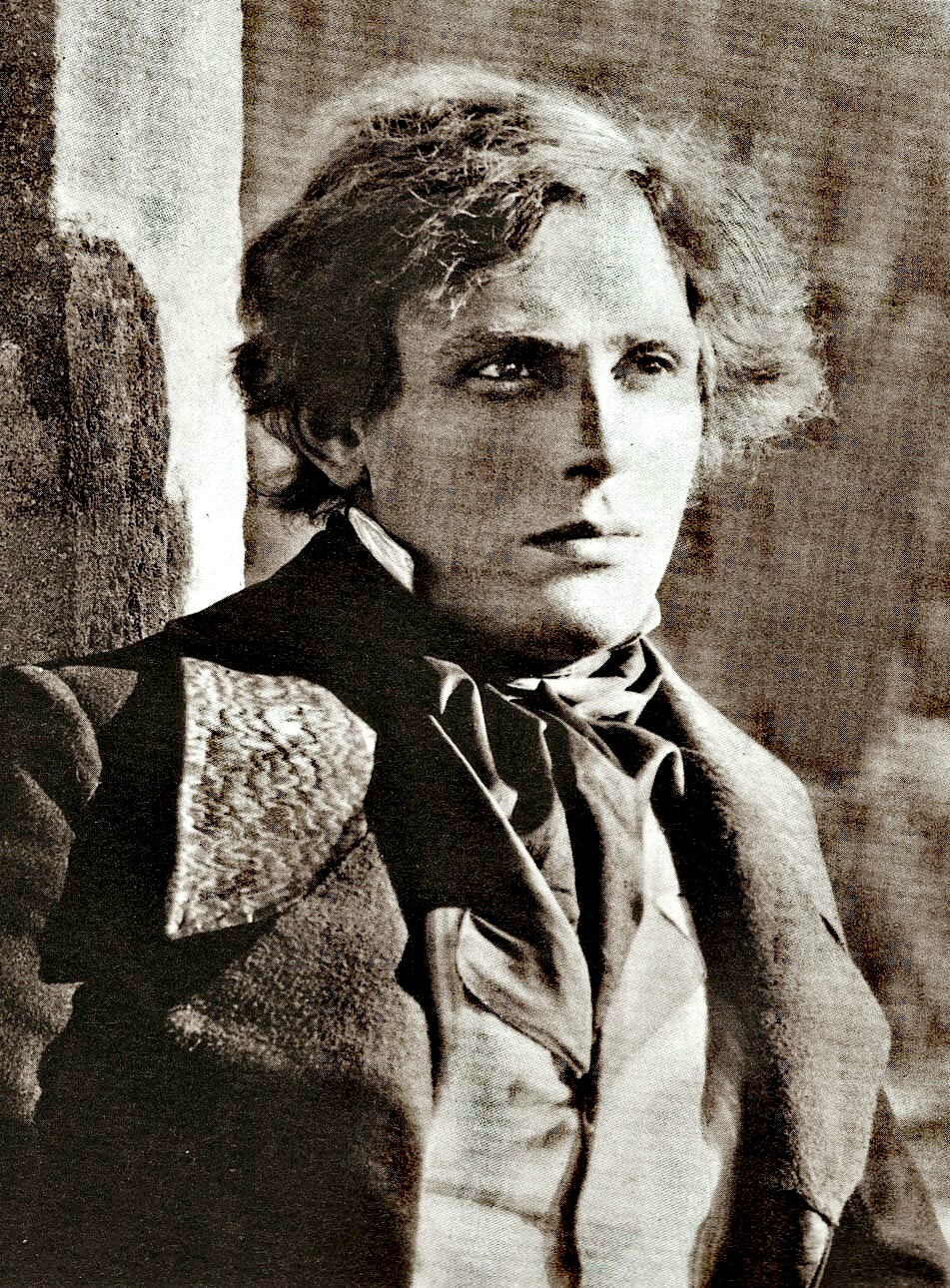
Gustav von Wangenheim nel ruolo di Hutter in Nosferatu il vampiro (1922)

Ingo Clemens Gustav Adolf Freiherr von Wangenheim nacque a Wiesbaden, Assia, da Eduard Clemens Freiherr von Wangenheim e Minna Mengers. Entrambi i suoi genitori erano artisti; il padre, che utilizzava il nome d'arte Eduard von Winterstein, apparve in oltre 200 film tra il 1910 e il 1960.
Wangenheim debuttò sugli schermi nel 1914 in Passionels Tagebuch e successivamente recitò in molti film muti. Tra i suoi lavori figurano il primo film di fantascienza di Fritz Lang, Frau im Mond, e Das Haus zum Mond di Karl Heinz Martin. Nel 1921, Wangenheim fu scritturato per recitare in quello che sarebbe diventato il suo ruolo più famoso, quello di Thomas Hutter (Jonathan Harker) nel Nosferatu di F. W. Murnau.
Membro del Partito Comunista di Germania fin dal 1921, Wangenheim nel 1931 fondò la compagnia teatrale comunista Die Truppe '31. La Die Truppe '31 produsse tre drammi teatrali, scritti e diretti da Wangenheim, prima di chiudere i battenti dietro ordine del regime nazista nel 1933.
Wangenheim fuggì dalla Germania nazista negli anni trenta e si rifugiò in Unione Sovietica. Mentre viveva in esilio presso l'Hotel Lux di Mosca, continuò a scrivere e produrre film, come Der Kampf (1936), pellicola di protesta contro il nazismo, e fu a capo del Cabaret in lingua tedesca "Kolonne Links". Nel 1936, durante il periodo delle Grandi purghe di Stalin, egli denunciò alcuni suoi colleghi, Carola Neher e Anatol Becker, definendoli dei trotskisti.
Becker venne giustiziato mentre la Neher morì in un Gulag dopo cinque anni di reclusione. In seguito, il figlio di Von Wangenheim dichiarò falsa ed inaccurata la notizia circa la denuncia del padre a riguardo di Neher e Becker. Il figlio di Gustav von Wangenheim affermò che suo padre, dopo essere stato arrestato dal NKVD e lungamente interrogato, aveva firmato una dichiarazione nella quale definiva Carola Neher "anti sovietica" ma negava che Neher e suo marito Anatol Becker avevano pianificato di uccidere Stalin.
Al termine della seconda guerra mondiale, egli tornò in Germania Est, dove lavorò per la DEFA come regista e sceneggiatore.
Dal 1931 al 1954 Wangenheim fu sposato con Inge von Wangenheim, nata Franke. La coppia ebbe un figlio, Friedel von Wangenheim, e due figlie femmine, le gemelle Elisabeth ed Eleonora von Wangenheim. Gustav von Wangenheim morì a Berlino Est il 5 agosto 1975, e venne sepolto nel cimitero Friedrichsfelde di Berlino.

## Filmografia
Attore

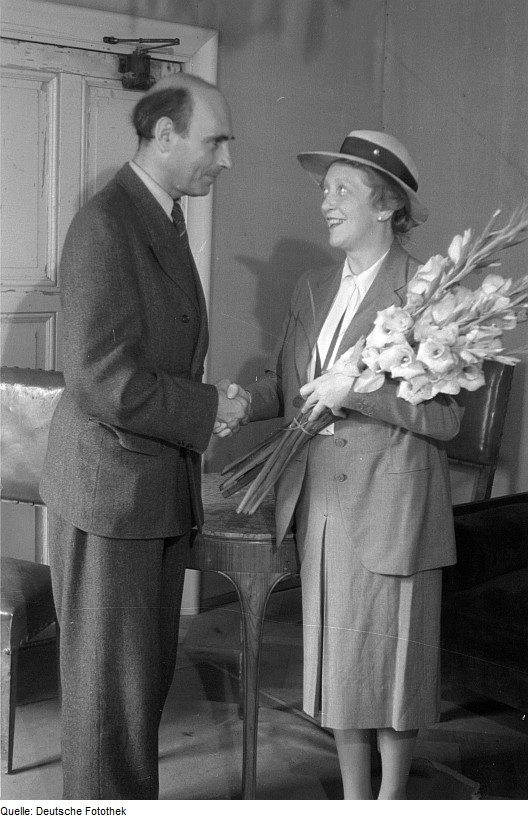
Gustav von Wangenheim con Käthe Dorsch nel 1946

- Passionels Tagebuch, regia di Louis Ralph (1916)
- Homunculus, 3. Teil - Die Liebeskomödie des Homunculus, regia di Otto Rippert (1916)
- Der Letzte eines alten Geschlechtes, regia di Emil Justitz (1916)
- Das Leid der Liebe, regia di Rudolf Biebrach (1916)
- Die Erzkokette, regia di Franz Eckstein e Rosa Porten (1917)
- Ferdinand Lassalle, regia di Rudolf Meinert (1918)
- Kitsch. Tragödie einer Intrigantin, regia di Lupu Pick (1919)
- Der Tempel der Liebe, regia di Paul L. Stein (1919)
- Romeo e Giulietta sulla neve (Romeo und Julia im Schnee), regia di Ernst Lubitsch (1920)
- Due sorelle (Kohlhiesels Töchter), regia di Ernst Lubitsch (1920)
- Der Schrecken im Hause Ardon, regia di Robert Wiene (1921)
- Nosferatu il vampiro (Nosferatu, eine Symphonie des Grauens), regia di F.W. Murnau (1922)
- Das Feuerschiff, regia di Richard Löwenbein (1922)
- Der Liebe Pilgerfahrt, regia di Yakov Protazanov (1922)
- Der steinerne Reiter, regia di Fritz Wendhausen (1922)
- Ombre ammonitrici (Schatten - Eine nächtliche Halluzination), regia di Arthur Robison (1923)
- Una donna nella luna (Frau im Mond), regia di Fritz Lang (1929)
- Danton, regia di Hans Behrendt (1931)

Regista
- Bortsy (1936)
- Und wieder 48 (1948)
- Der Auftrag Höglers (1950)
- Gefährliche Fracht (1954)
- Heimliche Ehen (1956)

## Riferimenti nella cultura di massa
- Nel film L'ombra del vampiro del 2000, che racconta la produzione di Nosferatu, Gustav von Wangenheim è interpretato da Eddie Izzard.
- Immagini di Wangenheim nei panni di Hutter appaiono nel video della canzone Under Pressure dei Queen.